# Aceratium oppositifolium
Aceratium oppositifolium är en tvåhjärtbladig växtart som beskrevs av Dc.. Aceratium oppositifolium ingår i släktet Aceratium och familjen Elaeocarpaceae. Inga underarter finns listade i Catalogue of Life.